# سینما در سنندج
نخستین سالن سینما در شهر سنندج در دهه ۲۰ خورشیدی با نام « سینما فردوسی » آغاز به کار کرد . هم‌ اکنون در این شهر دو سالن سینما به نام سینما بهمن و سینما شیدا فعالیت می‌کنند .

## نخستین سالن سینما
نمایش فیلم در سنندج پیش از افتتاح رسمی نخستین سالن، از سال ۱۳۲۰ در مکان «باغ ملی» (سه راه طالقانی کنونی) با دستگاه آپارات سیار بر روی زمین و بدون صندلی در کنار حوض باغ ملی آغاز شد. نخستین سینمای رسمی سنندج، «سینما فردوسی» بود که در زمین باشگاه قدیم ارتش (بان باشگاه) با آپارات زغالی، در سالنی با ظرفیت ۲۰۰ نفر، به نمایش فیلم‌های هندی و مصری به صورت صامت می‌پرداخت. قیمت بلیط این سینما تنها یک ریال بود.

## دههٔ ۳۰
دومین سینمای سنندج با نام «سینما رئوف» در سال ۱۳۳۶ در سالنی به ظرفیت ۵۴۰ نفر در خیابان طالقانی کنونی روبه روی محل کنونی مرکز بهداشت با نمایش فیلم بلبل مزرعه آغاز به کار کرد. در سال ۱۳۳۹ دو نفر به نام‌های «اردشیر یارمحمدی» و «منصور باقریان» این سینما را که متعلق به ارتش بود اجاره کرده و سپس نام «سینما مبین» را که نام یک تیمسار ارتشی بود، بر آن نهادند.

## دههٔ ۴۰ و ۵۰
اردشیر یارمحمدی سپس در آخرین روزهای اسفند ماه ۴۹ و نوروز ۱۳۵۰ «سینما شهر فرنگ» (بهمن فعلی) را با گنجایش ۹۶۰ نفر ساخت. در این دهه همچنین سینما به شهرستان‌های استان کردستان هم راه یافت و در سقز دو سینما، بانه دو سینما، قروه یک سینما، بیجار یک سینما و مریوان نیز یک سینما به راه افتاد. در ابتدای سال ۱۳۵۶ در استان کردستان ۸ سینما فعال بوده‌است.

## پس از انقلاب
علاوه بر تعطیلی و رکود سینماها در دهه ۶۰ به سبب جنگ در کردستان ایران و نیز جنگ ایران و عراق، نام سالن‌های سینما نیز تغییر کرد. در این دوره تنها سالن سینمای سنندج که پیشتر «شهر فرنگ» نام داشت ابتدا به «سینما قدس» و سپس به «سینما بهمن» تغییر نام داد. این سینما در سال ۱۳۶۴ با نام سینما بهمن بازگشایی شد. تنها سینمای شهر مریوان نیز در سال ۱۳۶۹ با نمایش فیلم هراس بازگشایی شد.

## دهه ۷۰
در این دهه و در سال ۱۳۷۰، «سینما شیدا» توسط بخش خصوصی به راه افتاد. سینما شیدا تنها سینمای جدیدی است که پس از انقلاب در سنندج ساخته شده‌است. همچنین در سال ۱۳۷۴ در طبقه بالای سینما بهمن یک سالن سینمای کوچک به ظرفیت ۱۵۰ صندلی به نام «سالن سیروان» ساخته شد که کار خود را با نمایش فیلم گبه آغاز کرد. در همین سال سینمای روباز آبیدر در دامنۀ کوه آبیدر به وسعت ۲۵۰۰ متر مربع افتتاح شد.

## دهه ۸۰
در این دهه و در سال ۱۳۸۵ عملیات بازسازی سینما بهمن آغاز شد و بدین ترتیب این سالن از روند فعالیت خارج شد. در این دهه و پس از آغاز بازسازی سینما بهمن، «سینما شیدا» به عنوان تنها سالن سینمای شهر سنندج فعالیت می‌کرد.

## دهه ۹۰
سینما بهمن پس از ۶ سال تعطیلی سرانجام در سال ۱۳۹۱ با نمایش فیلم بوسیدن روی ماه مجدداً بازگشایی شد. سالن این سینما پس از بازسازی به سه سالن (روی هم رفته به ظرفیت ۷۶۰ صندلی) تقسیم و همچنین به سیستم‌های مدرن نمایش فیلم و صدا مجهز شد.